# Jasionów (Lubusz)
Pour les articles homonymes, voir Jasionów.
Jasionów (prononciation : [jaˈɕɔnuf]) est un village polonais de la gmina de Trzebiel dans le powiat de Żary de la voïvodie de Lubusz dans l'ouest de la Pologne.
Il se situe à environ 5 kilomètres au sud-est de Trzebiel (siège de la gmina), 20 kilomètres à l'ouest de Żary (siège de le powiat) et 59 kilomètres au sud-ouest de Zielona Góra (siège de la diétine régionale).

## Histoire
Après la Seconde Guerre mondiale, avec les conséquences de la Conférence de Potsdam et la mise en œuvre de la ligne Oder-Neisse, le village est intégré à la République populaire de Pologne. La population d'origine allemande est expulsée et remplacée par des polonais.
De 1975 à 1998, le village est attaché administrativement à la voïvodie de Zielona Góra.

Depuis 1999, il fait partie de la voïvodie de Lubusz.